# سیارک ۹۵۹۶۲
سیارک ۹۵۹۶۲ (به انگلیسی: 95962 Copito، نامگذاری:2003WZ87) نود و پنج هزار و نهصد و شصت و دومین سیارک کشف شده‌است که در ۱۹ نوامبر ۲۰۰۳ کشف شد.